# Amatlán de los Reyes, Veracruz
Amatlán de los Reyes är en ort i Mexiko.   Den ligger i kommunen Amatlán de los Reyes och delstaten Veracruz, i den sydöstra delen av landet, 240 km öster om huvudstaden Mexico City. Amatlán de los Reyes ligger 747 meter över havet och antalet invånare är 7 634.
Terrängen runt Amatlán de los Reyes är varierad, och sluttar österut. Runt Amatlán de los Reyes är det ganska tätbefolkat, med 116 invånare per kvadratkilometer. Närmaste större samhälle är Córdoba, 4,4 km norr om Amatlán de los Reyes. I omgivningarna runt Amatlán de los Reyes växer huvudsakligen savannskog.